# Unterhaus (Kanada)

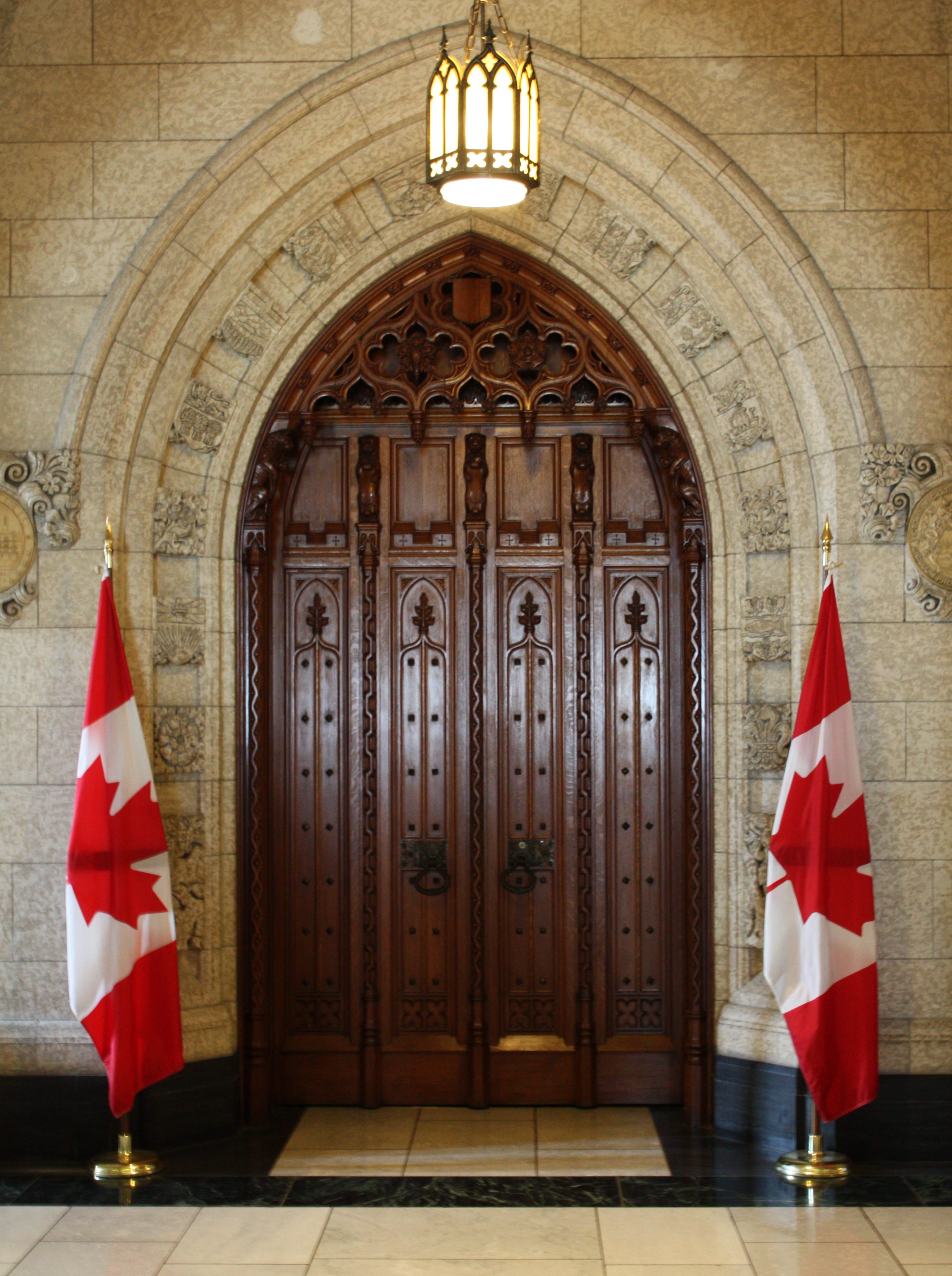
Haupteingang des Unterhaussaales

Das Unterhaus (englisch House of Commons, französisch Chambre des Communes) ist eines der drei Teile des kanadischen Parlaments, neben dem Monarchen (vertreten durch den Generalgouverneur) und dem Senat.
Das Unterhaus hat seinen Sitz im Parlamentsgebäude in Ottawa. Es besteht aus 343 demokratisch gewählten Mitgliedern. Jedes Unterhausmitglied repräsentiert einen Wahlbezirk (englisch riding, französisch circonscription électorale), wobei in jedem das einfache Mehrheitswahlrecht zur Anwendung kommt, das die größeren Parteien bevorzugt und die Bildung einer Mehrheitsregierung begünstigt. Die Sitze sollen proportional nach der Bevölkerung auf die zehn Provinzen und drei Territorien verteilt werden, die Verteilung richtet sich nach dem alle zehn Jahre durchgeführten Zensus. Die Verfassung von Kanada verhindert aber, dass Provinzen aufgrund der Bevölkerungsentwicklung zu viele Sitze verlieren und begünstigt tendenziell kleinere Provinzen.
Gegründet wurde das Unterhaus im Jahr 1867, als mit dem Verfassungsgesetz von 1867 der moderne kanadische Bundesstaat entstand. Die Kammer ist dem britischen House of Commons nachempfunden. In der Praxis übt das Unterhaus bedeutend mehr Macht aus als der Senat, dessen Mitglieder ernannt werden. Obwohl für Gesetzesänderungen die Zustimmung beider Kammern notwendig ist, lehnt der Senat vom Unterhaus verabschiedete Vorlagen selten ab (er nimmt jedoch häufiger Änderungen vor). Darüber hinaus ist die Bundesregierung nur dem Unterhaus gegenüber verantwortlich. Der Premierminister bleibt nur so lange im Amt, wie er die Unterstützung des Unterhauses genießt.

## Geschichte
Das kanadische Unterhaus entstand 1867, als das britische Parlament den British North America Act verabschiedete, wodurch die Provinz Kanada (auf diesen Zeitpunkt hin in Québec und Ontario geteilt) sowie die Kolonien Nova Scotia und New Brunswick den kanadischen Bundesstaat bildeten. Das neue Parlament von Kanada bestand aus dem Monarchen (vertreten durch den Generalgouverneur, der auch das Colonial Office vertrat), dem aus ernannten Mitgliedern bestehenden Senat und dem vom Volk gewählten Unterhaus. Das Parlament basierte auf dem Westminster-System. Im Gegensatz zum britischen Parlament wurden seine Machtbefugnisse durch die Kompetenzen der Provinzparlamente eingeschränkt. Dazu war das kanadische Parlament dem britischen untergeordnet, da dieses das höchste Gesetzgebungsorgan des Britischen Weltreichs darstellte. Das Statut von Westminster gewährte im Jahr 1931 eine größere Autonomie, das britische Parlament hatte nur noch bei Verfassungsänderungen ein Mitbestimmungsrecht. Diese Ausnahmeregelung erlosch mit dem Verfassungsgesetz von 1982.

## Mitglieder und Wahlbezirke
Dem Unterhaus gehören 343 Abgeordnete an, von denen jeder einen Einerwahlbezirk vertritt. Die Verfassung schreibt eine Mindestgröße des Unterhauses von 295 Abgeordneten vor. Die Sitze werden proportional gemäß der Bevölkerungszahl auf die Provinzen verteilt, wobei die Ergebnisse der alle zehn Jahre stattfindenden Volkszählungen maßgeblich sind. Die Verfassung macht jedoch gewisse Einschränkungen. Erstens garantiert die „Senatsklausel“ jeder Provinz mindestens dieselbe Anzahl Abgeordneter wie Senatoren. Zweitens garantiert die „Großvaterklausel“, dass die Provinzen über mindestens ebenso viele Abgeordnete verfügen wie im Jahr 1985.
Diese Klauseln führen dazu, dass kleinere Provinzen und solche mit einem proportionalen Bevölkerungsrückgang im Unterhaus überrepräsentiert sind, zulasten der Provinzen Ontario, British Columbia und Alberta. Parteiunabhängige Kommissionen legen in jeder Provinz die Grenzen der Wahlbezirke fest, in den drei Territorien gibt es keine Unterteilung. Die Berechnung der Sitzzahlen der Provinzen geschieht wie folgt: Die Gesamtbevölkerung der Provinzen und Territorien wird durch 279 geteilt, was den nationalen Quotienten ergibt. Daraufhin wird die Bevölkerungszahl einer Provinz durch den Quotienten geteilt, um die Basiszahl der Sitze zu errechnen. Schließlich werden die Zusatzsitze verteilt.
| Provinz                  | Minimale Sitzzahl (gemäß Verfassung) | Bevölkerung (2011) | Nationaler Quotient (Bevölkerung aller Provinzen dividiert durch 279) | Basissitze (gerundet) | Zusatzsitze (auf Sonderklauseln basierend) | Zugeteilte Sitze | Wählerquotient (Bevölkerung pro Wahlbezirk) |
| ------------------------ | ------------------------------------ | ------------------ | --------------------------------------------------------------------- | --------------------- | ------------------------------------------ | ---------------- | ------------------------------------------- |
| Ontario                  | 95                                   | 13.372.996         | 111.166                                                               | 121                   | 0                                          | 121              | 110.521                                     |
| Québec                   | 78                                   | 7.979.663          | 111.166                                                               | 72                    | 6                                          | 78               | 102.303                                     |
| British Columbia         | 42                                   | 4.573.321          | 111,166                                                               | 42                    | 0                                          | 42               | 108.889                                     |
| Alberta                  | 34                                   | 3.779.353          | 111.166                                                               | 34                    | 0                                          | 34               | 111.157                                     |
| Manitoba                 | 14                                   | 1.250.574          | 111.166                                                               | 12                    | 2                                          | 14               | 89.327                                      |
| Saskatchewan             | 14                                   | 1.057.884          | 111.166                                                               | 10                    | 4                                          | 14               | 75.563                                      |
| Nova Scotia              | 11                                   | 945.437            | 111.166                                                               | 9                     | 2                                          | 11               | 85.958                                      |
| New Brunswick            | 10                                   | 755.455            | 111.166                                                               | 7                     | 3                                          | 10               | 75.546                                      |
| Neufundland und Labrador | 7                                    | 510.578            | 111.166                                                               | 5                     | 2                                          | 7                | 72.940                                      |
| Prince Edward Island     | 4                                    | 145.855            | 111.166                                                               | 1                     | 3                                          | 4                | 36.464                                      |
| Gesamt Provinzen         | 279                                  | 34.371.116         | 111.166                                                               | 314                   | 21                                         | 335              | 102.600                                     |
| Nordwest-Territorien     | 1                                    | 43.675             | –                                                                     | –                     | –                                          | 1                | 43.675                                      |
| Yukon                    | 1                                    | 34.666             | –                                                                     | –                     | –                                          | 1                | 34.666                                      |
| Nunavut                  | 1                                    | 33.322             | –                                                                     | –                     | –                                          | 1                | 33.322                                      |
| Gesamt Territorien       | 3                                    | 97.426             |                                                                       |                       |                                            | 3                | 33.370                                      |
| Nationales Gesamt        | 282                                  | 34.482.779         |                                                                       |                       |                                            | 338              | 97.426                                      |

## Wahlen
Unterhauswahlen finden dann statt, wenn der Generalgouverneur das Parlament im Namen des Monarchen auflöst, wobei der Premierminister den Zeitpunkt der Auflösung bestimmt. Die Legislaturperiode ist höchstens fünf Jahre lang, der Wahltermin ist zwingend auf einen Montag festzulegen und der Wahlkampf darf nicht länger als 36 Tage dauern. Kandidaten werden üblicherweise durch politische Parteien nominiert. Es ist möglich, als Unabhängiger zu kandidieren, doch sind die Wahlchancen gering. Parteikandidaten werden in den Wahlbezirken durch eine Nominationsversammlung bestimmt.
Um kandidieren zu können, muss eine Person einen Nominationsantrag einreichen, der je nach Größe des Wahlbezirks von 50 oder 100 Personen unterschrieben wurde. In jedem Wahlbezirk wird ein Abgeordneter gewählt. Dabei kommt das relative Mehrheitswahlverfahren zur Anwendung: Der Kandidat mit den meisten Stimmen gewinnt, das Erreichen der absoluten Mehrheit ist dabei nicht erforderlich. Gibt es während der Legislaturperiode in einem Wahlbezirk eine Vakanz, kommt es zu einer Nachwahl. Wahlberechtigt sind kanadische Bürger, die mindestens 18 Jahre alt sind.

## Aktuelle Zusammensetzung
| Partei | Partei                    | Sitze        | Sitze   | Sitze |
| Partei | Partei                    | vor der Wahl | aktuell | +/−   |
| ------ | ------------------------- | ------------ | ------- | ----- |
|        | Liberale Partei           | 152          | 169     | ▲17   |
|        | Konservative Partei       | 120          | 144     | ▲24   |
|        | Bloc Québécois            | 33           | 22      | ▼11   |
|        | Neue Demokratische Partei | 24           | 7       | ▼17   |
|        | Grüne Partei              | 2            | 1       | ▼1    |
|        | Unabhängige               | 3            | 0       | ▼3    |
|        | vakant                    | 4            | 0       | ▼4    |
| Gesamt | Gesamt                    | 338          | 343     | ▲5    |